# Лампа аварийной сигнализации
 Лампа аварийной сигнализации автомобиля (англ. malfunction indicator lamp - MIL) также известная как Лампа сигнализатора неисправности или Сигнализатор CHECK, является сигнальным устройством передачи статуса ситуации, механизма или системы.
Данная лампа диагностики предназначена для отображения информации о наличии неисправностей в системе управления. Сигнализаторы находятся на приборной панели большинства автомобилей. При освещении, это как правило, — зелёный, жёлтый или красный цвет. Индикаторы могут принимать три состояния.

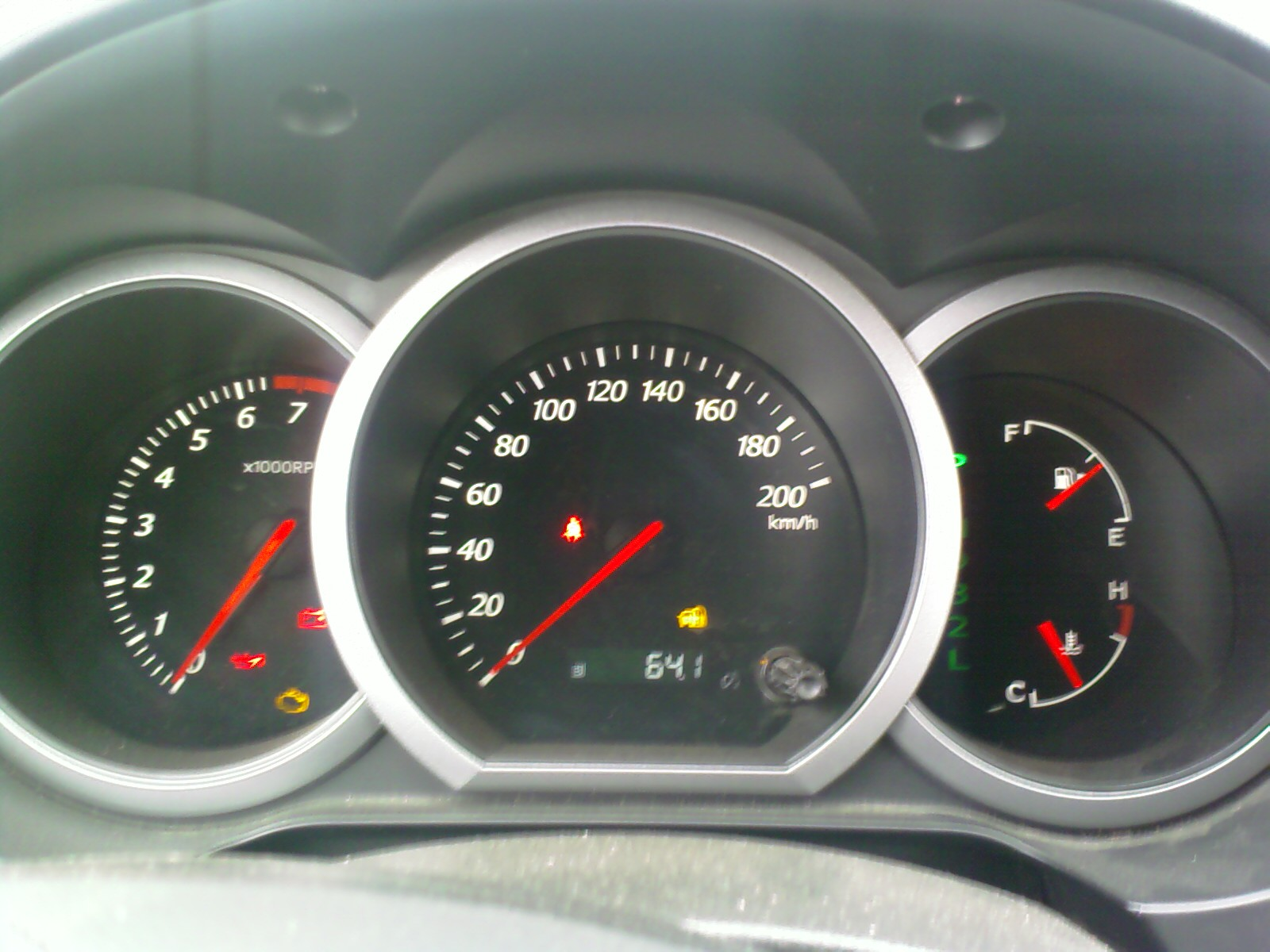
Сигнализаторы на приборной панели автомобиля

## Состоянии ламп аварийной сигнализации
| MIL                     | Описание |
| ----------------------- | --- |
| Кратковременное мигание | Обнаружена временная ошибка. Данный отказ не нуждается в дальнейшем внимании, так как он не является постоянным. |
| Постоянное свечение     | Произошёл сбой в системе, который необходимо устранить (в мастерской) в кратчайшее время. В данном случае нет непосредственной опасности для автомобиля и окружающей среды.                                                    |
| Быстрое мигание         | Произошла фатальная ошибка, которая должна быть немедленно устранена. Чтобы избежать последующих ошибок, необходимо значительно уменьшить скорость и нагрузки (ускорение) транспортного средства. — Двигатель лучше заглушить. |

Перечисленные три вида неисправностей (сбоев, ошибок) принято называть:
— однократные, многократные и текущие (постоянные).
Наличие и алгоритм работы лампы аварийной сигнализации (самодиагностика или англ. self-diagnosis в OBD-II) определяется функциональной структурой блока управления соответствующей системы.

#### Некоторые примеры
| Обозначение | Иллюстрация                                   | Обозначение                                        | Иллюстрация |
| --- | --------------------------------------------- | -------------------------------------------------- | ----------- |
| Check Engine | Motorkontrollleuchte                          | Навигационная система                              |             |
| Контроллер бортовой электроники |                                               | Check ABS                                          | ABS-Symbol  |
| Система информации водителя |                                               | Check ESP                                          |             |
| Иммобилайзер |                                               | Задняя панель управления климат-контролем          |             |
| Круиз-контроль |                                               | Бортовой компьютер                                 |             |
| Система контроля наличия пассажира |                                               | Многофункциональный охранный модуль                |             |
| Airbag |                                               | Система авторизованного доступа                    |             |
| Модуль приборной панели |                                               | Подвеска с изменяемой жесткостью амортизаторов     |             |
| Противобуксовочная система (Антипробуксовочная система (Check TCS), Система контроля тяги (англ. Traction control system, TCS; Dynamic Traction Control, DTC)) | Kontrollleuchte Traktionskontrolle            | Модуль управления тормозной системой               |             |
| Усилитель рулевого управления | Ein Lenkrad mit einem Ausrufezeichen daneben. | Модуль управления трансмиссией                     |             |
| Автоматическая коробка передач |                                               | Электронная система полного управления автомобилем |             |

В процессе работы, ЭБУ постоянно опрашивает датчики и исполнительные устройства и при появлении неисправности заносит в свою память код (англ. DTC — Diagnostic Trouble Codes), соответствующий неисправности данного вида. Коды неисправностей сохраняются обычно в ОЗУ данного блока управления. Стандарт SAE J2012 определяет стандартный список таких кодов, но производители вправе добавлять свои специфические коды. Также производители могут использовать не все коды, регламентированные данным стандартном.
Диагностические коды неисправностей могут соответствовать:
- общепринятому стандарту SAE (J2012);
- мануфактурному стандарту;
- модельному стандарту;
- дополнительным требованиям.

Одновременно с появлением ошибки, включаются соответствующие индикаторы аварийной сигнализации, предупреждающие водителя.

## Структура программного обеспечения типовой системы управления OBD-II
Программное обеспечение ЭБУ двигателя современного автомобиля многоуровневое.
- Первый уровень — программное обеспечение функций управления, например реализация впрыска топлива.
- Второй уровень — программное обеспечение функции электронного резервирования основных сигналов управления при отказе управляющих систем.
- Третий уровень — бортовая самодиагностика и регистрация неисправностей в основных электрических и электронных узлах и блоках автомобиля.
- Четвёртый уровень — диагностика и самотестирование в тех системах управления двигателем, неисправность в работе которых может привести к увеличению выбросов вредных веществ в окружающую среду.

Микроконтроллер и модуль контроля в блоке управления контролируют друг друга в режиме «запрос-ответ». Если распознаётся сбой в работе, то один из этих элементов (независимо от другого) запускает соответствующую программу. Ряд проверок проводится сразу после включения блока управления. Другие проверки повторяются через регулярные интервалы времени при нормальном режиме работы автомобиля.
Диагностика и самотестирование в системах OBD-II осуществляется подпрограммой Diagnostic Executive, которая с помощью специальных программ — мониторов (Emission monitor) контролирует до семи различных систем автомобиля, неисправность в работе которых может привести к увеличению загрязнения окружающей среды. Остальные датчики и исполнительные механизмы, не вошедшие в эти семь систем, контролируются восьмым монитором (comprehensive component monitor — ССМ).
Diagnostic Executive работает, в фоновом режиме и осуществляет постоянный контроль оборудования с помощью упомянутых программ — мониторов без вмешательства человека.
Обычно подпрограмма Diagnostic Executive включает лампу MIL после обнаружения неисправности в двух поездках подряд.
Если система исправна, то при включении зажигания сигнализатор должен загореться — таким образом контроллер проверяет исправность сигнализатора и цепи управления. После пуска двигателя сигнализатор должен погаснуть, если в памяти контроллера отсутствуют условия для его включения. Включение сигнализатора при работе двигателя информирует водителя о том, что бортовая система диагностики обнаружила неисправность и дальнейшее движение автомобиля происходит в аварийном режиме.